# Марсело Аскаррага Палмеро
Марсело де Аскаррага Угарте-і-Палмеро-Версоса, граф де Лісаррага (ісп. Marcelo de Azcárraga Ugarte y Palmero-Versosa de Lizárraga; 1 вересня 1832 — 30 травня 1915) — іспанський правник і політик філіппінського походження, тричі очолював уряд Іспанії.